# Can Cucut (Tona)
Can Cucut és una masia de Tona (Osona) inclosa a l'Inventari del Patrimoni Arquitectònic de Catalunya.

## Descripció
Edifici d'un sol cos, amb un portal d'arc escarser, sobre el qual s'hi obre un balcó. A sota del teulat s'obre una galeria amb dos badius de mig punt. Totes les obertures estan decorades a la sobrellinda per unes sanefes en relleu. Sobre la llinda de la porta s'inscriu un medalló de guix amb el Sagrat Cor treballat en relleu.

## Història
És un edifici de construcció tardana. Correspon a una època d'eufòria constructiva (s. XVIII-XIX) en que Tona passa una etapa de prosperitat degut a dos factors bàsics: la incipient industrialització i el beneficis que comporta l'estiueig.